# Mittler & Sohn
E.S. Mittler und Sohn GmbH est une maison d'édition allemande fondée en 1789. Faisant partie du holding Tamm Media, elle est une des maisons d'édition encore existantes les plus anciennes d'Allemagne. La maison d'édition publie principalement des ouvrages d'histoire militaire, de politique de sécurité nationale et des ouvrages de technique industrielle contemporaine. Le siège de la maison d'édition est à Hambourg, d'où vient aussi le directeur actuel du holding, Peter Tamm.

## Histoire
La maison d'édition est fondée en 1789 par le propriétaire d'imprimerie, Wilhelm Johann Heinrich Dieterici, à Berlin. Comme le propriétaire de l'entreprise n'avait aucun descendant mâle, la maison d'édition reprit le nom de son gendre : Ernst Siegfried Mittler. Plus tard, la famille obtint les privilèges particuliers de la maison royale prussienne. La maison d'édition et d'imprimerie devint l'une des plus grandes maisons d'édition de l'Allemagne, occupant plusieurs centaines de personnes au XIXe siècle.
Le catalogue de la maison d'édition s'étendait des livres scolaires aux publications scientifiques : principalement dans les domaines de l'histoire, la philosophie, la littérature, ainsi que des annuaires statistiques, des atlas et des publications scientifiques de défense. E.S. Mittler und Sohn devenait ainsi la maison d'édition de référence pour la littérature historique militaire et imprimait les instructions de service et revues spécialisées des forces armées. Bien que cette partie de la production de la maison d'édition fasse moins de la moitié des publications, son succès était lié ainsi très étroitement au développement politique de l'Allemagne.